# 高田藩

『天保国絵図越後国高田長岡』天保9年（1838年）。国立公文書館デジタルアーカイブより。

高田藩（たかだはん）は、越後国に存在した藩。福嶋藩（ふくしまはん）とも呼ばれる。藩庁は高田城（現在の新潟県上越市）にあった。
全国的に見ても幕府からの扱いが非常に粗略であった藩である。大名が当藩に入ることは初期のころから懲罰的な意味合いが強く、藩の歴史を通じて安定した統治は末期を除いて全くない不運な藩であった。

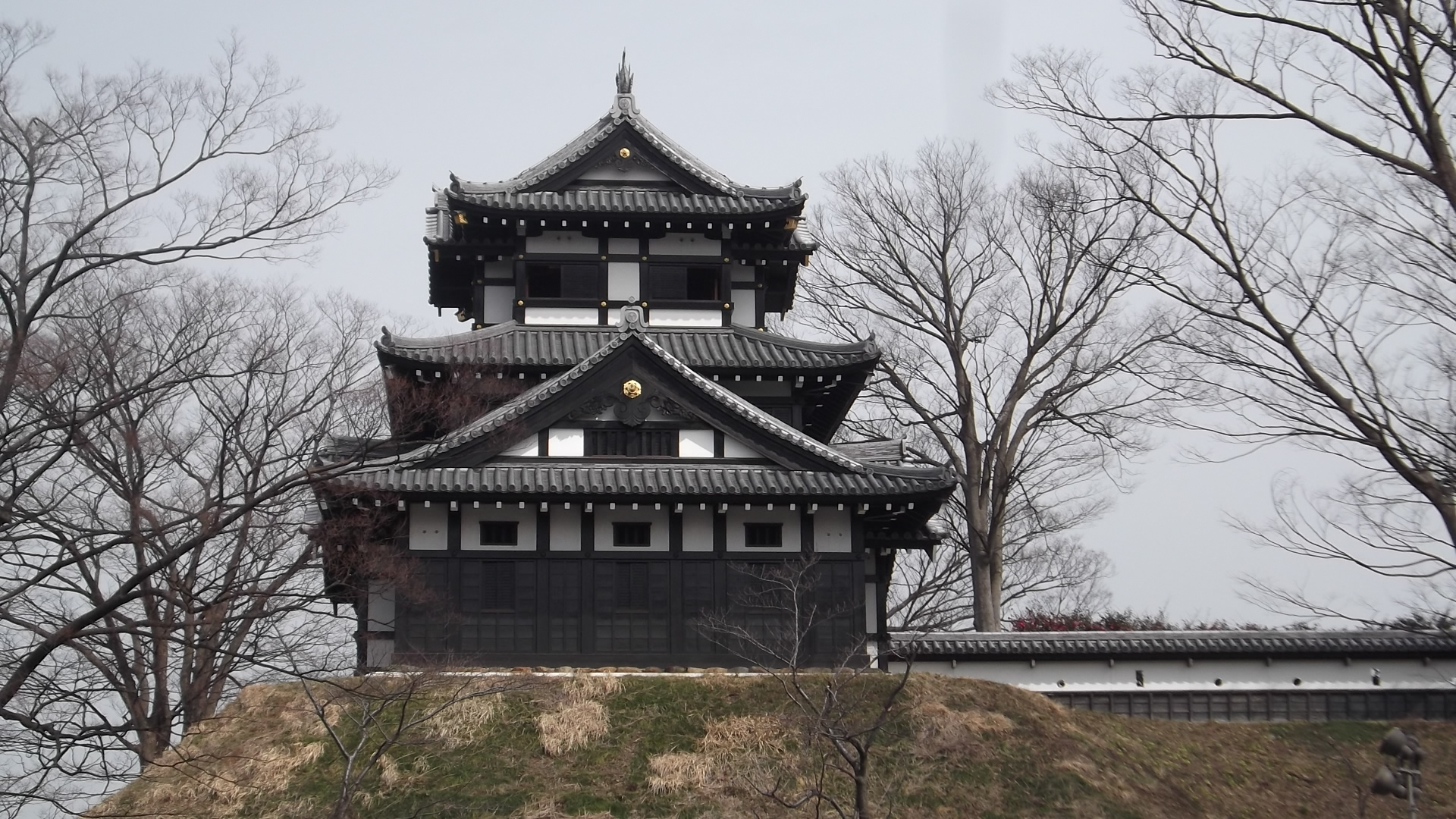
高田城三重櫓（新潟県上越市）

## 藩史

### 戦国時代

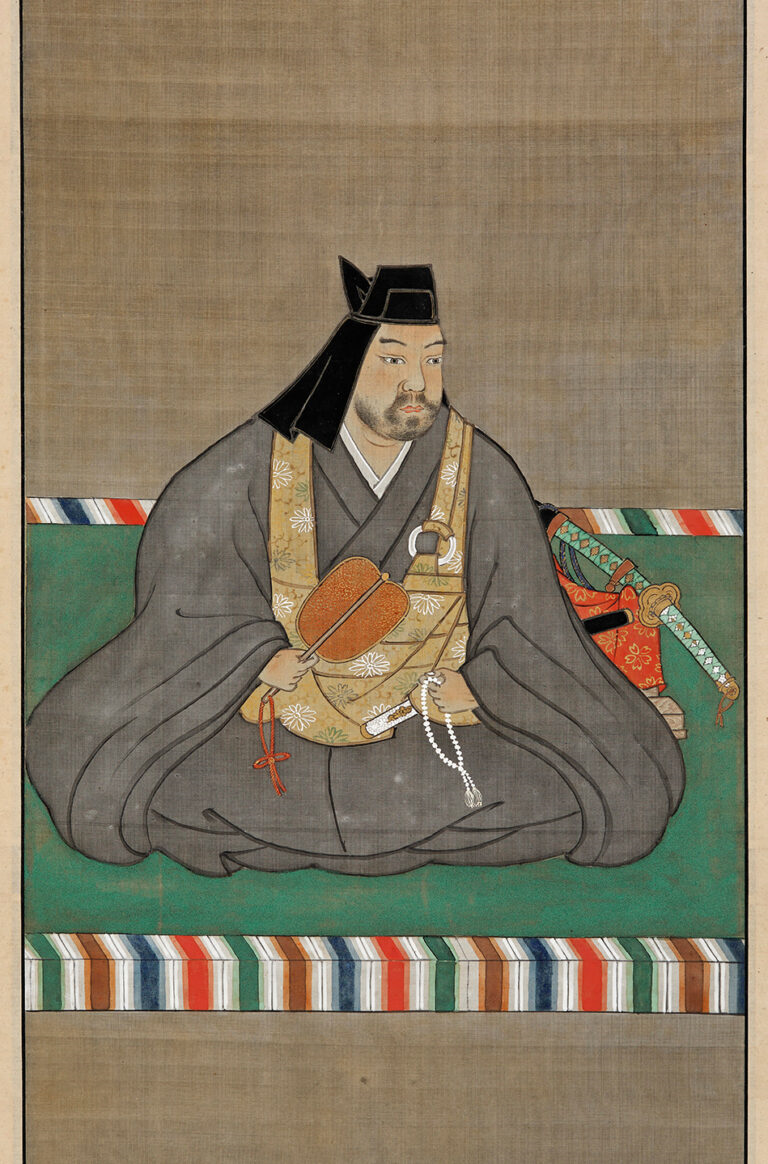
上杉謙信

戦国時代の越後は織田信長や武田信玄と並ぶ名将として名高い上杉謙信の領国であった。謙信の跡を継いだ景勝は慶長3年（1598年）1月、豊臣秀吉の命を受けて会津120万石に加増移封された。この時秀吉は景勝に対し、上杉家中の侍は中間・小者に至るまで一人も残さず召し連れよ。しかし検地帳に記載され年貢を負担する百姓はすべて残していけ、という朱印状を出しているが、これは兵農分離を徹底させて、精強な上杉軍の根幹を成す地侍を検地帳記載の農民として家臣団から切り離すことが目的だったとされている。

### 堀家統治時代

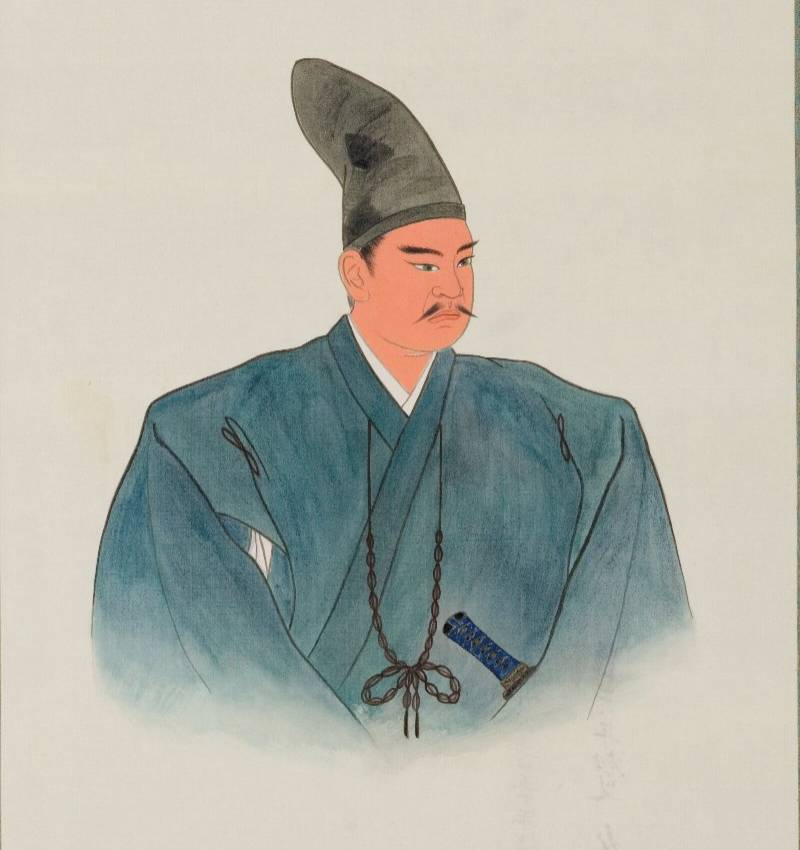
上杉景勝

慶長3年（1598年）4月、越後春日山には越前北之庄より秀吉の家臣・堀秀治が30万石（45万石とも）で入った。秀治は織田信長に寵愛された近臣堀秀政の嫡男である。ただしこの際、越後には堀直政ら堀一族、溝口秀勝（新発田城主）や村上頼勝（村上城主）ら与力大名も付属されたため、秀治自身の裁量が及ぶ範囲は10万石余だったとされる。
秀治は慶長5年（1600年）の関ヶ原の戦いでは東軍に与して越後に在国したが、これは関ヶ原本戦の5か月前の4月に上杉景勝とその家老の直江兼続が越後に残った上杉家の旧臣や神官・僧侶らを煽動して越後国内で一揆を起こしたためであった（上杉遺民一揆）。この一揆は特に魚沼地方で激しく行われたが、堀家はこの一揆を鎮定した。そのため、戦後に徳川家康から所領を安堵され、幕藩体制下における高田藩（福嶋藩）が立藩した。秀治は一族の名臣として名高い堀直政を執政として藩政の基礎固めに着手し、関ヶ原の戦いの年には春日山城から福嶋城に居城を移す計画を立てた。
慶長11年（1606年）5月、秀治は31歳で急死した。堀家の家督は秀治の子で11歳の忠俊が継いだ。慶長12年（1607年）、忠俊は謙信時代からの越後の本城である春日山城を廃して福嶋城に移った。しかし、忠俊は幼年の上、生来の病弱もあって政務が執れるはずもなく、実質的な政務は堀直政が執政として引き続き取り仕切った。
慶長13年（1608年）2月26日に直政が死去すると、堀家の内部で内紛が起こった。直政は子に堀直次（越後三条城主）とその異母弟の堀直寄（坂戸城主）の2人がいたが、この2人が藩の主導権をめぐって争い始めたのである。その争いは慶長15年（1610年）に入ると激化し、同年2月には徳川家康による裁断を受けることとなった。忠俊自身は直次を支持していたが、直次が浄土宗と日蓮宗の僧侶を争論させて、敗れた方の僧侶を全て処刑していたことが発覚し、これに家康が激怒した。閏2月2日、忠俊は改易となり、陸奥岩城に流された（直次は改易の上、出羽最上に流刑、直寄は信濃飯山藩4万石に懲罰的な移封となった）。この裁定は、家康が僧侶殺害に激怒したことも一因であるが、堀家が豊臣恩顧の大名であり、加賀の前田家を抑えるためには信頼に足る一族を越後に配しておきたいという思惑があったためとも言われており、事実堀家の改易は迅速に行われた（越後福嶋騒動）。

### 松平忠輝統治時代

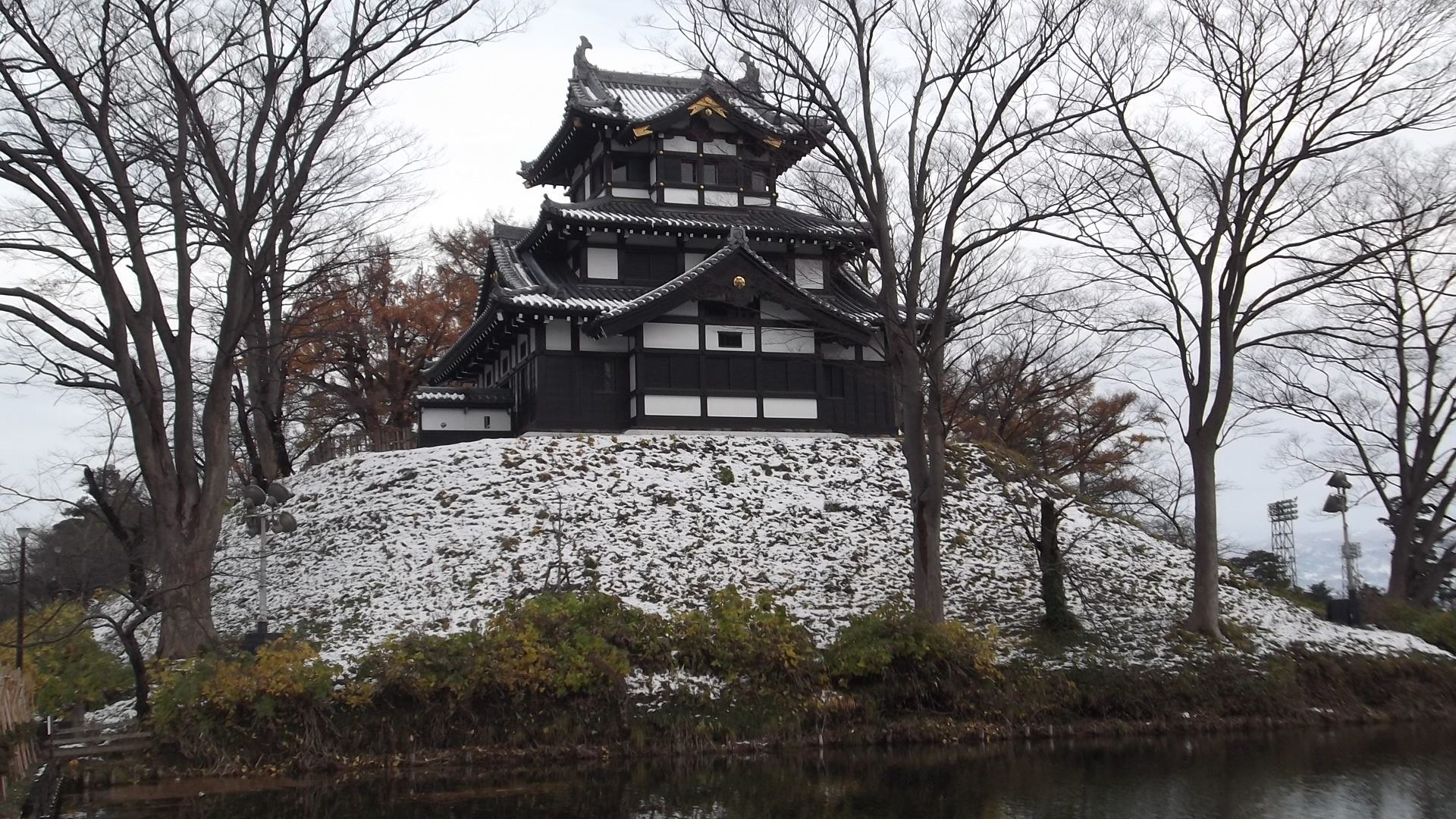
高田城三重櫓（新潟県上越市）

堀氏の改易後には、家康の六男・松平忠輝が従来の川中島藩12万石に加え、越後の新領である63万石を領する75万石の太守として封じられた。松平忠輝は慶長19年（1614年）に高田城を築城し、福嶋城を廃してこれに移った（厳密な意味ではこれ以降が高田藩である）。実際の藩政は慶長18年（1613年）までは附家老の大久保長安が統括した。この長安は武田信玄にその行政手腕を見出されて登用され、家康の下では関東代官や金山奉行として活躍した人物である。長安は佐渡金山をも取り仕切っていた。
しかし忠輝は慶長20年（1615年）の大坂夏の陣で遅参した上、忠輝軍が大坂に向けて行軍中の近江守山で徳川秀忠直属の旗本2名を斬殺するという事件を起こした。加えて大坂夏の陣後、朝廷に戦勝を奏上すべく家康と共に参内することになっていたにもかかわらず、忠輝は桂川で舟遊びをしてこれに加わることができなかった。これらが原因と言われているが、家康死後の元和2年（1616年）7月6日、将軍秀忠の命により忠輝は改易および伊勢朝熊に配流となった。ここに至る混乱の原因について、忠輝は父・家康や異母兄・徳川秀忠に疎まれたことがあったため反発していた。秀忠が忠輝の存在（忠輝の妻・五郎八姫は伊達政宗の娘で、この縁組を取り持ったのは大久保長安であり、彼らが結託すれば大勢力になる）を恐れたための処置だった。徳川忠長や松平忠直と同様に近しい親族は幕藩体制確立の障害となるため排除された。などと諸説言われている。また、大坂の役で得られた領地は豊臣家直轄の65万石余のみで、諸大名に対して恩賞を与えることは困難であり、家康や秀忠は身内に厳しく対処することで乗り切る狙いがあったとする説もある。大久保長安は生前より徐々に失脚し、慶長18年（1613年）4月の長安の死の直後から「大久保長安事件」と呼ばれる長安派の粛清が始まった。翌慶長19年（1614年）8月21日、忠輝の家老・花井吉成（花井の娘は長安六男の妻）が死去した。その後、大坂の陣を前後して忠輝の上述の動きがあり、元和2年（1616年）に改易という流れである。

### 酒井家統治時代
忠輝改易後は、上野高崎藩から酒井家次が10万石で入部した。家次は徳川四天王筆頭であった酒井忠次の嫡男で、生母は徳川家康の祖父松平清康の娘なので家康の従弟にあたる。家次は忠輝改易後の7月に高田城の受け取りを務め、そのまま10月に入部した。家次は父と共に家康覇業の功臣として活躍した人物であったが、高田入部から2年足らずの元和4年（1618年）3月に死去した。子の酒井忠勝が継いだが、元和5年（1619年）3月に信濃松代藩へ移封された。

### 越前松平家の統治時代
入れ替わる形で松代より元和5年（1619年）、松平忠昌が25万9000石で入る。忠昌は結城秀康の次男である。元和9年（1623年）5月、長兄松平忠直が不行跡を理由に改易されたため、幕命により忠昌は北ノ庄50万石を継承することとなる。
寛永元年（1624年）、高田には忠直の嫡男仙千代（のちの松平光長）が26万石を与えられて新規に立藩し、傍目には叔父と甥が入れ替わるという形となった。仙千代は第3代将軍家光から偏諱を拝領し光長と名乗り、越後守と従三位に列せられた。寛文5年（1665年）12月26日に大積雪を記録し、翌27日には寛文の大地震が発生し、これにより本丸が崩れ、家中男女合わせて120名が死亡、家老2名（小栗正重・荻田長磐）が死亡した。光長自身は江戸にいて無事だったが、翌正月に緊急帰国した。この地震の災害復興として、小栗正矩ら重臣たちは城下町の区画整理などを行い、震災で損壊した高田城の修復も行った。また小栗は河村瑞賢を招聘しての殖産興業や中江用水の建設、魚沼銀山の開発、領内各地の新田開発、などにより藩の増収を図り、表高26万石を実高40万石にまで押し上げたとされている。
ところが、藩内、特に一族重臣の間で光長の跡継ぎを巡る御家騒動、いわゆる越後騒動が勃発する。延宝2年（1674年）に光長の嫡男綱賢が早世したことをきっかけに、小栗とお為方（永見長良・荻田本繁）による藩政主導および藩主継嗣を巡る対立は混乱を極め、幕府の介入および裁断を仰ぐこととなった。延宝7年（1679年）9月に大老酒井忠清の裁定により表面上、一旦は収束された。ところが、延宝8年（1680年）に将軍家綱が死去して第5代将軍綱吉が就任すると、綱吉による異例の将軍直裁による再審議により、（綱吉が嫌っていた酒井忠清がこの騒動に関与・裁定していたため、酒井の決定を綱吉は覆した、ともされている）、光長の高田藩は改易処分となった。この印象悪化以降、高田藩は「懲罰的な転封先」とされることが多くなった。

### 幕府領の時代

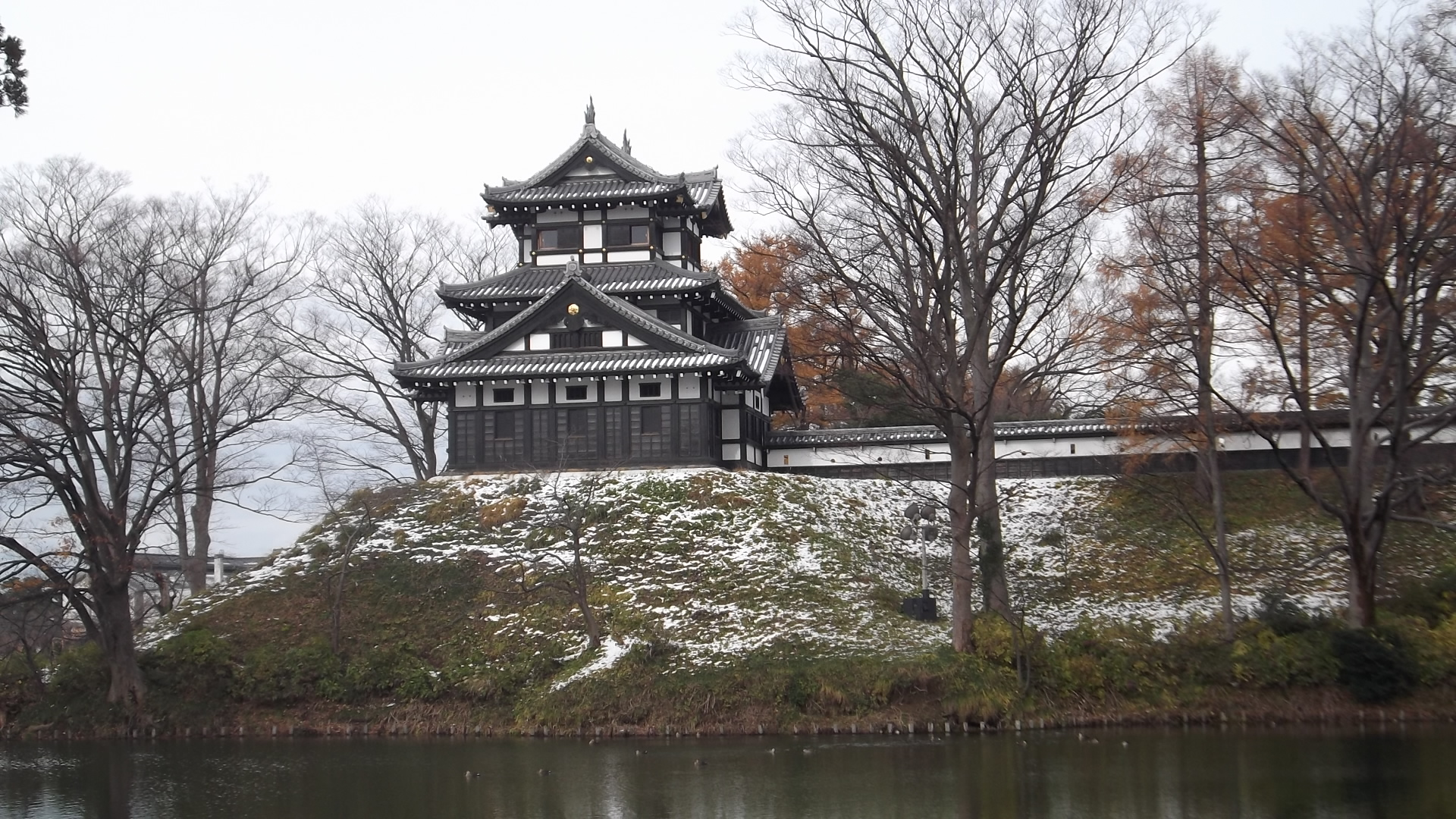
高田城三重櫓（新潟県上越市）

延宝9年（1681年）7月から高田は幕府領とされ、信濃他の諸大名が2家組・1年交代で城番を勤めた。
- 水野忠直（信濃松本藩主）と溝口重雄（越後新発田藩主） - 延宝9年から天和2年
- 相馬昌胤（陸奥中村藩主）と秋田輝季（陸奥三春藩主） - 天和2年から翌年
- 岩城重隆（出羽亀田藩主）と内藤弌信（陸奥棚倉藩） - 天和3年から翌年
- 諏訪忠晴（信濃諏訪藩）、仙石政明（信濃上田藩） - 貞享元年から翌年
- 井上正任（常陸笠間藩主）と堀親貞（信濃飯田藩主） - 貞享2年から貞享3年（ただし親貞は在任中に死去のため、溝口重雄が交替）

このような組み合わせで、選ばれた大名はそれぞれ江戸に出府したのち、高田城に入城して、1年間勤めている。これら10名のうち、4万石から5万石が半数を占め、在番大名は主にこのクラスから選ばれたと推測できる。組み合わせのうち石高の多いほうの大名が本丸に居住した。
しかし、これらの在番大名はあくまで1年限りの預かり当番であり、責任ある政治が勤まるわけもなく、高田は荒廃して治安が乱れ、放火や強盗も相次いだ。このため、高田の町民は自衛の組織を創設し、自治体制の強化や防火組織の建設などが行われた。天和2年（1682年）には幕府によって高田藩の検地（天和検地）が行われ、以降における高田の土地支配の基準になった。

### 稲葉正住の時代
やがて相模小田原藩主で京都所司代を罷免された稲葉正往（正通）が貞享2年（1685年）12月に10万3000石で移封され高田藩が再び立藩する。正住は第3代将軍家光の乳母春日局の曾孫に当たり、父は第4代将軍家綱の下で老中を務めた正則である。
正住は荒廃した高田の城下町を再建するため、荒れた屋敷の区画整理や新田開発を行い、結果として城下町の中に田園があるという変則的な城下町が生まれることになった。正住はのちに江戸城大留守居役として幕政に復権し、老中就任を経た元禄16年（1701年）6月、下総佐倉藩へ移封された。

### 戸田忠真の時代
稲葉家と入れ替わる形で、先年に寺社奉行を辞職した佐倉藩主戸田忠真が6万7000石で入る。しかし高田藩の歴代藩主家で最も小藩のため、行政や城下町建設では消極的な政策が採られた。宝永7年（1710年）に下野宇都宮藩へ移封となる。

### 久松松平家の時代
伊勢桑名藩主の定綱系久松松平家の松平定重が、野村騒動の処理が苛烈過ぎると幕府の不興を買って転封、11万3000石で入る。この久松松平家は高田藩政でも厳しい統治を行った。騒動自体は享保7年（1722年）に第8代将軍徳川吉宗が享保の改革で発令した流地禁止令が原因だったが、この条目が原因で頚城郡における幕府領内の百姓が騒動（頸城騒動）を3年余にわたって起こし、幕府は騒動を鎮定するため幕府領を高田藩に預けることにしたが、時の藩主松平定輝は藩軍を動員して暴徒を鎮圧すると、磔7名、獄門11名、死罪12名、遠島20名、所払い及び田地取り上げ19名、罰金（過料）20名という厳罰を下した。幕府はこの鎮定を評価して5代目の松平定賢の時に陸奥白河藩に移封したとしているが、実際は2度目の左遷だった。高田における久松松平家の統治はかなり厳しく、特に重税が敷かれて領民は怨嗟の声を上げていた。移封の時期が鎮定した定輝ではなく5代目の定賢というのも時期が合わず、また高田よりさらに僻地の白河であり、実質的には左遷だった。

### 榊原家の統治時代
徳川譜代の名門榊原家の当主であった播磨国姫路藩主の榊原政岑は、江戸吉原遊廓での豪遊などを咎められ、将軍徳川吉宗の政策に反するとして強制隠居させられた。改易は免れたものの、跡を継いだ榊原政純は懲罰として姫路から高田に移された。

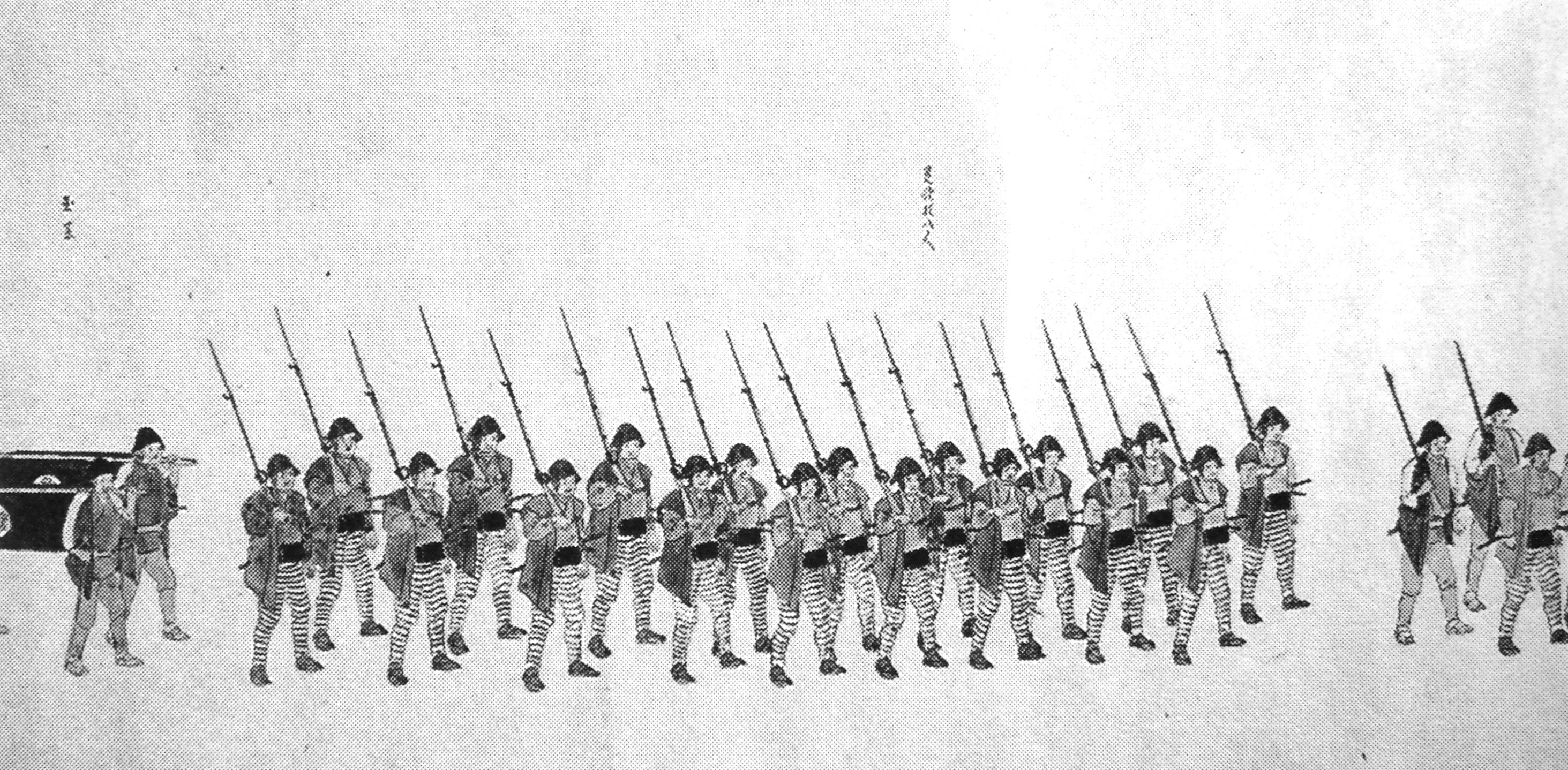
長州征討に出陣する高田藩兵

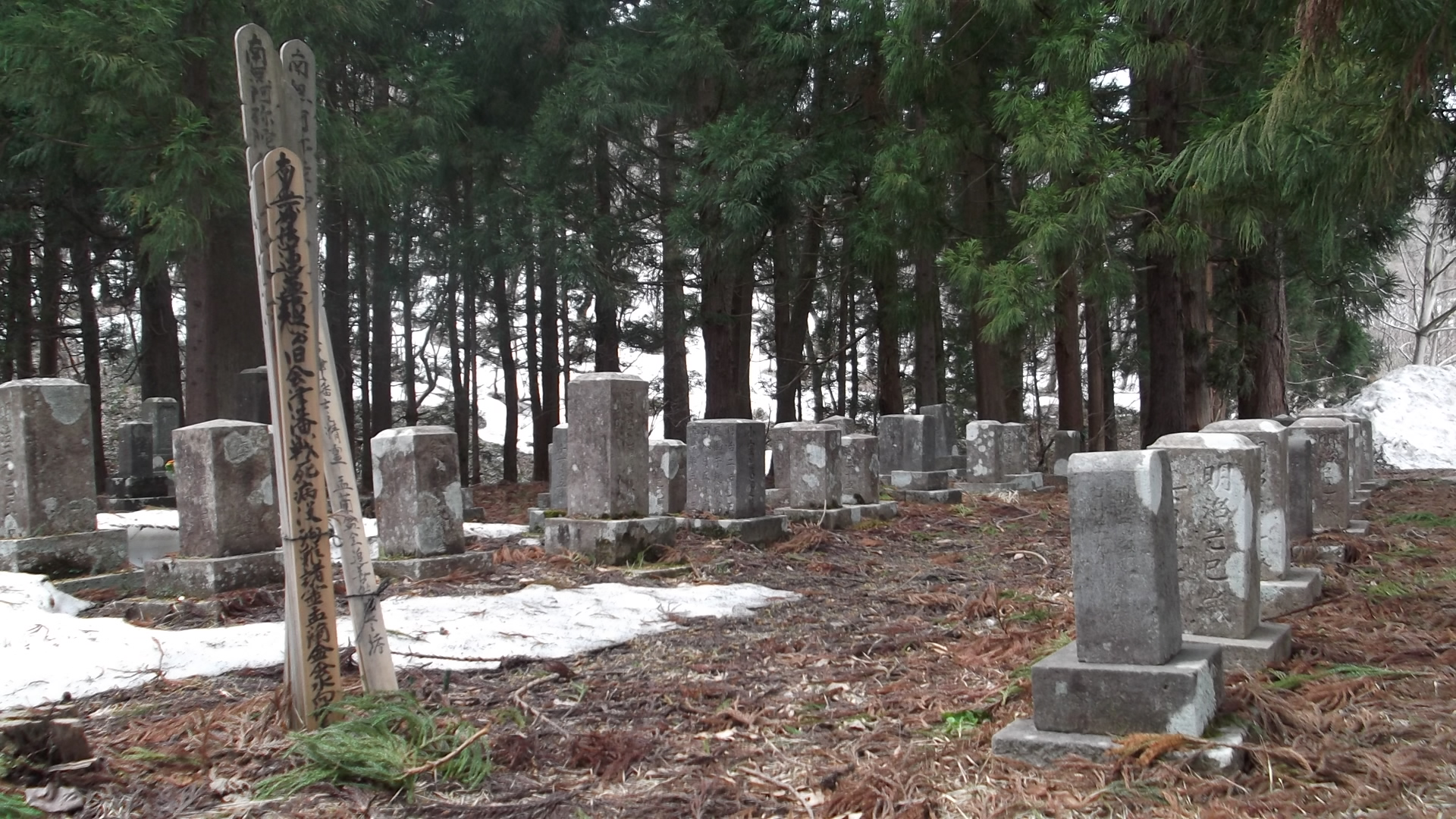
御預中に死亡した会津藩士の墓地「通称：会津墓地」（新潟県上越市金谷山）

石高は同じ15万石だったが、実際には陸奥国にある飛び地を含めたものであり、額面どおりの収入を得ることは非常に困難で、姫路と高田の商業規模などを考えても収入は減ったであろうことが推測され、財政が悪化したといわれている。名君として知られた榊原政令の時代には、他藩の事情などもあり、飛び地分を隣接地に付け替えられることに成功し、藩財政は以前より安定した。
その後、榊原家6代（実際には7代）の支配を経て明治維新を迎える。戊辰戦争では当初、態度を曖昧にしていたが、官軍が迫ると隣接の幕府領にいた幕府側の歩兵隊を追放し、恭順の姿勢を示した。その後、長岡・会津討伐の先鋒を命じられ、東北各地を転戦した。恭順を拒否した藩士は脱藩して神木隊を組織し、後に彰義隊に合同した。戊辰戦争終結後、降伏した会津藩士1742名の御預を命じられる。御預中に死亡した会津藩士の墓地は「会津墓地」と呼ばれて現存し、今も有志の手によって護持されている。

## 歴代藩主

### 堀家
外様、45万石（堀一族の領土は坂戸藩、蔵王堂藩、三条藩など含め30万石、越後国主としては、与力の新発田藩溝口家の6万石、村上藩の9万石を含めて45万石）

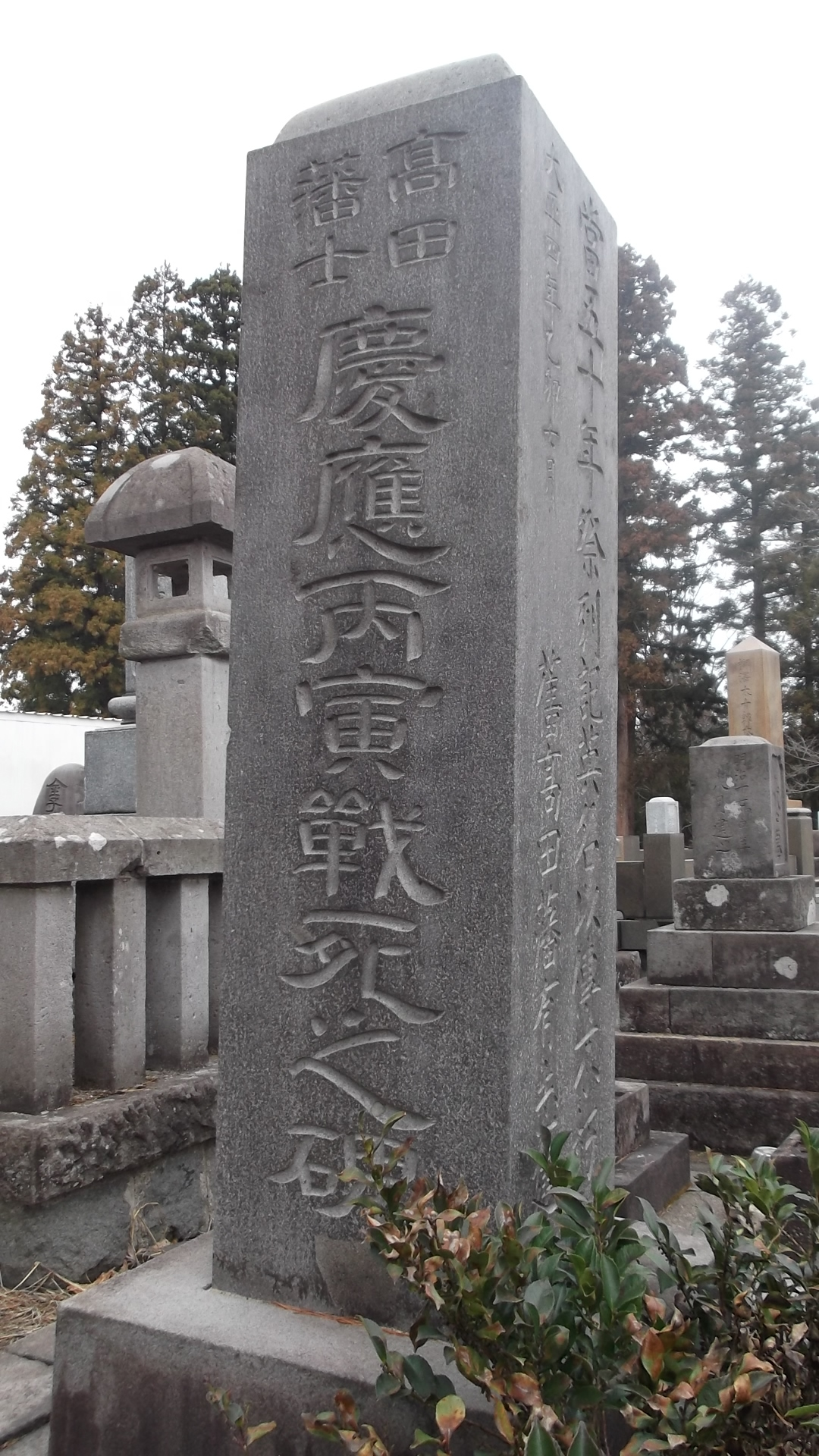
戊辰戦争における「高田藩士」戦死者の碑（新潟県上越市金谷山）

1. 堀秀治（ひではる）
2. 堀忠俊（ただとし）

### 長沢松平家
親藩、75万石
1. 松平忠輝（ただてる）従四位下。左近衛少将。上総介。

### 酒井家
譜代、10万石
1. 酒井家次（いえつぐ）従五位下。左衛門尉。
2. 酒井忠勝（ただかつ）従四位下。宮内大輔。

### 福井松平家
親藩、25万9000石
- 松平忠昌（ただまさ）従五位下。伊予守。

### 越前松平宗家
親藩、26万石

- 松平光長（みつなが）従四位下左近衛権少将 兼 越後守→従三位権中将。

### 幕府領
#幕府領の時代を参照。

### 稲葉家
譜代、10万3000石
1. 稲葉正往（まさゆき）従四位下。丹後守。侍従。

### 戸田家
譜代、6万8000石
1. 戸田忠真（ただざね）従四位下。山城守。侍従。

### 久松松平家

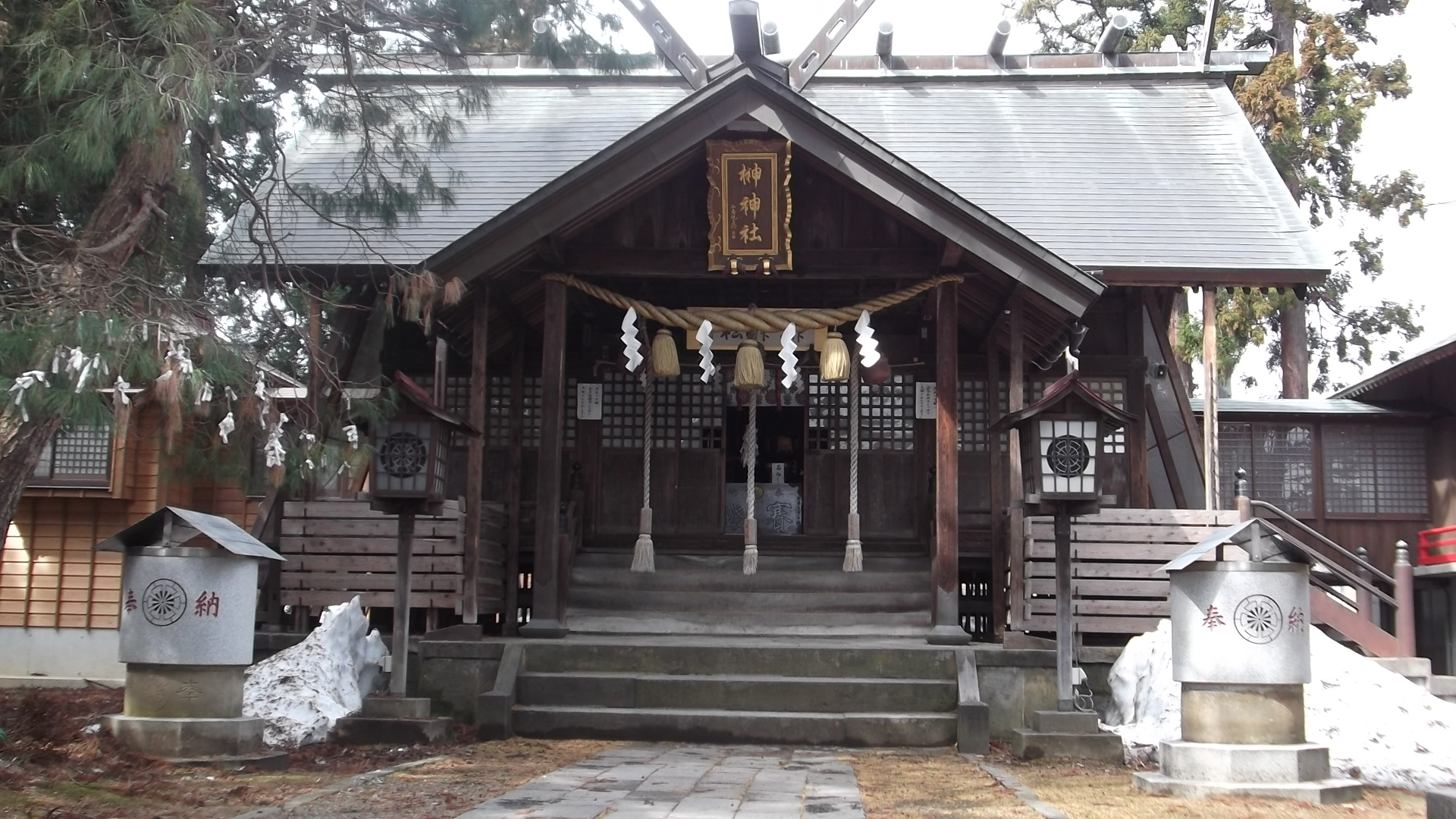
越後高田藩主・榊原家を祀る「榊神社（さかきじんじゃ）」（新潟県上越市）

譜代、11万3000石
1. 松平定重（さだしげ）従五位下。越中守。
2. 松平定逵（さだみち）従五位下。因幡守。
3. 松平定輝（さだてる）従五位下。越中守。
4. 松平定儀（さだのり）従五位下。越中守。
5. 松平定賢（さだよし）従四位下。越中守。

### 榊原家
譜代、15万石

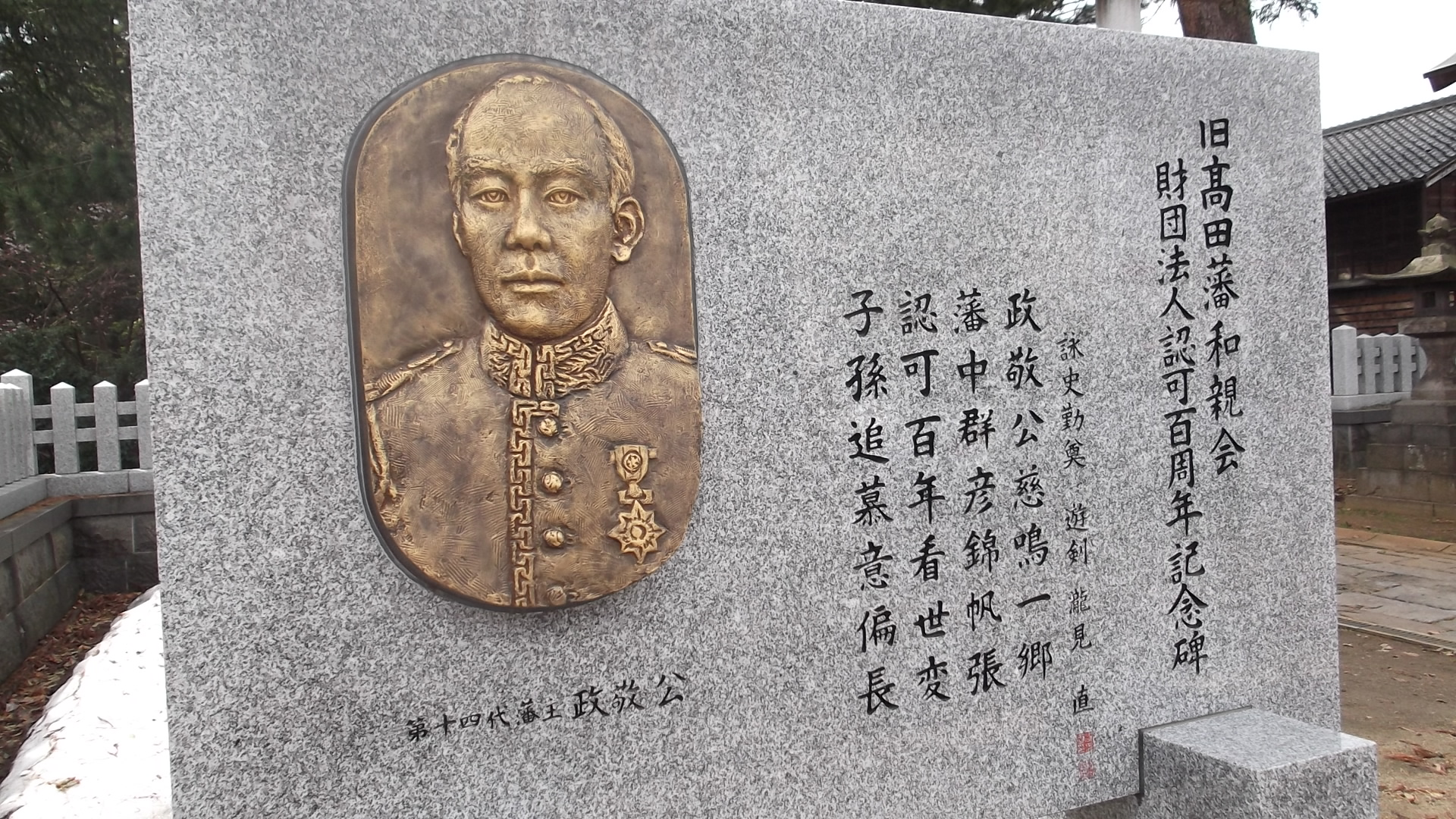
越後高田藩最後の藩主だった榊原政敬の顕彰碑（新潟県上越市・榊神社）

1. 榊原政永（まさなが）従四位下。式部大輔。侍従。
  - 公式には同一人物とされたが、はじめ榊原政純（官位なし）が藩主を継ぎ、その身代わりで政永が擁立された。
2. 榊原政敦（まさあつ）従四位下。式部大輔。侍従。
3. 榊原政令（まさのり）従四位下。遠江守。
4. 榊原政養（まさきよ）従四位下。右京大夫。
5. 榊原政愛（まさちか）従四位下。式部大輔。侍従。
6. 榊原政敬（まさたか）従四位下。式部大輔。侍従。

## 幕末の領地
- 越後国
  - 頸城郡のうち - 614村
  - 刈羽郡のうち - 1村
- 陸奥国（磐城国）
  - 白河郡のうち - 23村
  - 石川郡のうち - 12村
- 陸奥国（岩代国）
  - 岩瀬郡のうち - 24村

上記のほか、頸城郡253村の幕府領を預かったが、2村が本藩に、251村が柏崎県（第1次）に編入された。